# Lekcjonarz 5
Lekcjonarz 5 (według numeracji Gregory-Aland), oznaczany przy pomocy siglum ℓ 5 – rękopis Nowego Testamentu pisany uncjałą na pergaminie w języku greckim z X wieku. Służył do czytań liturgicznych.

## Opis rękopisu
Kodeks zawiera wybór lekcji z Ewangelii do czytań liturgicznych, na 150 pergaminowych kartach (31 cm na 23 cm). Lekcje pochodzą z Ewangelii Jana, Mateusza i Łukasza. Niektóre karty kodeksu zostały utracone. Stosuje noty muzyczne (neumy).
Tekst rękopisu pisany jest dwoma kolumnami na stronę, 19 linijek w kolumnie, 7-12 liter w linijce.

## Historia
Paleograficznie datowany jest na wiek X. Rękopis badał John Mill, który wykorzystał go w swoim wydaniu greckiego Nowego Testamentu oraz Johann Jakob Wettstein.
Obecnie przechowywany jest w Bodleian Library (Barocci 202) w Oksfordzie.
Jest rzadko cytowany w naukowych wydaniach greckiego Novum Testamentum Nestle-Alanda (UBS3). NA27 nie cytuje go.